# Bessao
 Bessao è un comune del Ciad situato nel dipartimento di Monts de Lam, provincia del Logone Orientale.